# Leptonski broj
Leptonski broj je pretpostavka da leptoni posjeduju neko unutarnje svojstvo koje se ne može mjeriti na standardni način (u smislu kao što se mogu mjeriti električni naboj ili masa), ali po kojem se poput generacije kvarkova međusobno razlikuje. Do nedavno se mislilo da leptonski naraštaji ne komuniciraju, što znači da bi zasebno bili očuvani leptonski brojevi, to jest ukupan broj leptona: Le, Lμ, Lτ.

## Objašnjenje
Poznato je da slaba nuklearna sila može promijeniti neki lepton u njegovog odgovarajućeg partnera, ali samo unutar iste leptonske generacije. U slučaju kvarkova prijelazi su mogući unutar iste kvarkovske generacije, ali i između generacija. No čini se da ovo leptonsko pravilo nailazi na problem kada se primjeni na raspadanje čestica poput miona:
{\displaystyle \mu ^{-}\to e^{-}+\nu _{\mu }+\nu _{?}}
Jedan od nastalih neutrina mora biti u istoj generaciji kao i originalna elementarna čestica da bi se očuvao broj čestica u toj generaciji. No, drugi neutrino je potpuna misterija. Da bi se riješila ova zagonetka treba se postaviti pitanje što to međusobno razlikuje jednu leptonsku generaciju od druge.
Elektron, mion i tau lepton su vrlo slične čestice, jedino po čemu se razlikuju je masa. Ta razlika bi mogla biti dovoljna za svrstavanje leptona u 3 različite generacije. Međutim, situacija je daleko manje jasna za neutrine, jer prema standardnom modelu neutrini su bez mase. Ipak, mora postojati neko svojstvo koje međusobno razlikuje leptonsku generaciju, čak iako se ono ne može mjeriti.
U tu svrhu pretpostavlja se da leptoni posjeduju neko unutarnje svojstvo koje se ne može mjeriti na standardni način (u smislu kao što se mogu mjeriti naboj ili masa), ali po kojem se generacija kvarkova međusobno razlikuje. To svojstvo nazivamo leptonskim brojem. Donja tablica pokazuje kako je ovo novo svojstvo pridruženo različitim leptonima:
|                      | Elektronski broj Le | Mionski broj Lμ | Tau broj Lτ |
| -------------------- | ------------------- | --------------- | ----------- |
| Elektron             | 1                   | 0               | 0           |
| Elektronski neutrino | 1                   | 0               | 0           |
| Mion                 | 0                   | 1               | 0           |
| Mionski neutrino     | 0                   | 1               | 0           |
| Tau lepton           | 0                   | 0               | 1           |
| Tau neutrino         | 0                   | 0               | 1           |

Zamislimo da postoji "prekidač" unutar svakog leptona koji se može postaviti na jedan od tri načina koja određuju leptonsku generaciju kojoj čestica pripada. Da bi se mogao zabilježiti položaj prekidača potrebna su nam tri broja: 
- Le – elektronski broj,
- Lμ – mionski broj i
- Lτ 𝐿𝜏 – tau broj.

Vrijednosti tih brojeva mogu biti ili 1 ili 0. Treba primijetiti da se prekidač ne razlikuje između leptona i njegovog neutrina, kako je i prikazano u gornjoj tablici. 
Vrijednosti prekidača se ne mogu odrediti pokusima, no ono što se može je reći kako je on postavljen promatrajući reakcije čestica. Naravno, prekidač zapravo ne postoji, to je samo način shvaćanja ovog novog svojstva. Jedan od razloga zašto nije moguće mjeriti ovo svojstvo je taj što ono nema stvarnu veličinu, u smislu u kojem naboj i masa imaju. Na primjer, elektronski broj ne može biti 1,2 ili 3,5 ili 1,6 ∙10−19 ili bilo koji drugi broj. Čestica ili ima ili nema elektronski broj, postoje samo te dvije mogućnosti. Fizičari takva svojstva čestica nazivaju unutrašnjim svojstvima. 

### Očuvanje leptonskog broja
Ukupan leptonski broj je očuvan u mnogim reakcijama. Uzmimo za primjer sljedeću reakciju:
{\displaystyle \nu _{e}+d\to u+e^{-}}
Prema definiciji svi kvarkovi (d - donji kvark i u - gornji kvark) imaju leptonski broj jednak 0, jer kvarkovi nisu leptoni. Elektronski neutrino, νe, i elektron, e-, imaju leptonski broj Le = 1. Prema tome ukupan leptonski broj čestica prije i poslije reakcije je očuvan:
{\displaystyle \,\,\,\,\,\,\,\,\,\,\,\,\,\,\,\,\nu _{e}+d\to u+e^{-}}
{\displaystyle L_{e}\to 1\,+\,0=0\,\,+\,\,1}
Nema potrebe razmatrati Lμ i Lτ budući da u gornjoj reakciji učestvuju samo leptoni iz prve generacije.
Uzmimo neki drugi primjer:
{\displaystyle \nu _{\mu }+e^{-}\to \mu ^{-}+\nu _{e}}
U ovom slučaju ukupan elektronski broj, Le, i ukupan mionski broj, Lμ, odvojeno moraju biti jednaki prije i poslije reakcije:
{\displaystyle \,\,\,\,\,\,\,\,\,\,\,\,\,\,\,\,\nu _{\mu }+e^{-}\to \mu ^{-}+\nu _{e}}
{\displaystyle L_{e}\to 0\,+\,1\,\,\,\,=\,\,\,\,0\,\,+\,\,1}
{\displaystyle L_{\mu }\to 1\,+\,0\,\,\,\,=\,\,\,\,1\,\,+\,\,0}
Za primjer možemo uzeti mnoge druge reakcije koje bi također potvrdile očuvanje različitih leptonskih brojeva. Dakle, ukupan elektronski, mionski i tau leptonski broj odvojeno moraju biti jednaki prije i poslije reakcije. Ovo je postalo dobro uspostavljeno pravilo u fizici elementarnih čestica, potvrđeno pokusima i čvrstom teorijskom pozadinom. 

### Misteriozni neutrino
Postoje neke reakcije koje narušavaju pravilo o očuvanju leptonskog broja. Jedna od tih reakcija je i reakcija koja je ranije spomenuta:
{\displaystyle \mu ^{-}\to e^{-}+\nu _{\mu }+\nu _{?}}
Ako sad raspišemo odgovarajuće leptonske brojeve za gornju reakciju uočit ćemo da je leptonski broj misterioznog neutrina nepoznat, budući da nismo odredili o kojoj je čestici točno riječ:
{\displaystyle \,\,\,\,\,\,\,\,\,\,\,\,\,\,\,\,\mu ^{-}\to e^{-}+\nu _{\mu }+\nu _{?}}
{\displaystyle L_{\mu }\to 1\,=\,\,\,0\,\,\,\,+\,\,\,\,1\,\,+\,\,?}
{\displaystyle L_{e}\to 0\,=\,\,\,1\,\,\,\,+\,\,\,\,0\,\,+\,\,?}
Jedna stvar je sigurna. Misteriozna čestica mora imati mionski broj jednak nuli, jer da to nije slučaj ukupan mionski broj ne bi bio očuvan. No, što je s elektronskim brojem misteriozne čestice? Uočavamo da ukupan elektronski broj mora biti nula, ali onda raspadanjem dobijemo česticu s elektronskim brojem 1. Ukupan iznos na desnoj strani jednakosti će biti nula samo ako misteriozni neutrino ima elektronski broj – 1. Dakle, kada bi to bio slučaj, ukupan elektronski broj bio bi očuvan. Međutim, ovakvo zaključivanje ne čini se fizikalno ispravnim. No, da ne bi išli previše u detalje, morat ćemo se zadovoljit s matematičkim načinom zaključivanja. U tom slučaju, kako je elektronski broj misterioznog neutrina – 1, riječ mora biti o antičestici i to o elektronskom antineutrinu. Sada smo u mogućnosti napisati cijelu jednadžbu raspadanja miona, pri čemu crta iznad oznake elektronskog neutrina naglašava da se radi o antičestici, u ovom slučaju o elektronskom antineutrinu:
{\displaystyle \mu ^{-}\to e^{-}+\nu _{\mu }+{\bar {\nu }}_{e}} 

### Antileptoni
Antimaterija i antičestice zaista postoje, samo ne na način na koji je često predstavljena u filmovima. Moguće ju je stvoriti u laboratorijima i čestični fizičari je često koriste u svojim pokusima.
Suvremena teorija govori da svaka čestica ima svoju antičesticu, česticu iste mase i spina, ali suprotnog naboja. Osim po naboju, čestice i antičestice se razlikuju po nizu drugih svojstava. Na primjer, po leptonskom broju, barionskom broju, i tako dalje. Svojstva koja su jednaka kod čestica i atičestica jesu masa, spin, vrijeme poluraspada, i tako dalje. Dakle, antimaterija se sastoji od antičestica, isto kao što se materija sastoji od čestica. Antimaterija je osobito rijetka u svemiru i ne zna se zašto svemir ne sadrži istu količinu materije i antimaterije. Ako postoji velika količina antimaterije, onda je negdje dobro sakrivena.
Ukratko, imamo 6 leptona svrstanih u 3 generacije i 6 antileptona također svrstanih u 3 generacije. Antileptoni su iste mase i spina kao i leptoni, no suprotnog naboja i leptonskog broja. U donjoj tablica, koja predstavlja proširenu leptonsku "porodicu", u drugom redu su smješteni antileptoni kojima je pridružen leptonski broj suprotnog predznaka:
| Leptonski broj      | +1                                                                               | 0                                   | -1                                                                                              |
| Elementarna čestica | elektron, mion, tau lepton, elektronski neutrino, mionski neutrino, tau neutrino | kvarkovi, barioni, mezoni, bozoni … | pozitron, antimion, antitauon, elektronski antineutrino, mionski antineutrino, tau antineutrino |